# Дмитриев, Михаил Алексеевич
Михаил Алексеевич Дмитриев (1832, Санкт-Петербург — 14 (26) мая 1873, Гродно) — этнограф, фольклорист, педагог. Директор народных училищ Гродненской губернии, статский советник.

## Биография
Окончил Главный педагогический институт в Петербурге. С 1853 года — учитель Новогрудского дворянского училища, затем директор Новогрудской гимназии. Первый директор Гродненской дирекции народных училищ и Гродненской гимназии (1867—1873). Член Русского географического общества. Похоронен в Гродно на православном кладбище возле Свято-Марфинской церкви, слева от её алтарной части, на улице Иерусалимской (ныне ул. Антонова).

## Деятельность
Исследовал материальную и духовную культуру крестьян Гродненской губернии. Собирать фольклор начал в 1850-е годы. М. А. Дмитриев автор рукописи Императорской Академии наук «Алфавитный указатель особых слов и сказок крестьян Новогрудского уезда» (1858). Работа М. А. Дмитриева как фольклориста-собирателя была довольно плодотворной, с 1860-х большое количество статей с его материалами в печати, они выходили в региональных губернских ведомостях, в том числе и в Гродненских губернских ведомостях.
Широко известны стали работы М. А. Дмитриева: «Свадебный обряд в деревнях Новогрудского уезда», «Несколько сведений о домашнем быте крестьян Северо-Западных губерний» (её качество и ценность отметил Е. Карский), «Собрание песен, сказок, обрядов и обычаев крестьян Северо-Западного края» (Вильнюс, 1869), «Обряды и обычаи западно-русских крестьян», «Опыт взимания песен и сказок крестьян Северо-Западного края». Сказки, собранные Дмитриевым, были включены в самый авторитетный сборник народных сказок «Русские народные сказки» А. М. Афанасьева (например, № 5, 26, 91, 126, 134).
Часть рукописей М. Дмитриева хранится в архиве Русского географического общества, библиотеке РАН в Санкт-Петербурге и в Центральном историческом архиве Литвы (Вильнюс). Отдельные оттиски статей Дмитриева из Гродненских губернских ведомостей хранятся в Государственной публичной библиотеке им. М. Е. Салтыкова-Щедрина в Санкт-Петербурге и Российской государственной библиотеке в Москве.

## Признание
За научную деятельность М. Дмитриев награждён серебряной медалью Русского Императорского географического общества.